# IC 3761
IC 3761 је елиптична галаксија у сазвјежђу Береникина коса која се налази на листи објеката дубоког неба у Индекс каталогу.
Деклинација објекта је + 20° 17' 23" а ректасцензија 12h 46m 27,2s. Привидна величина (магнитуда) објекта IC 3761 износи 16,7 а фотографска магнитуда 17,7. IC 3761 је још познат и под ознакама NPM1G +20.0333, PGC 1622809.